# Maidan (filme de 2014)
Maidan (em ucraniano:  Майдан) é um documentário ucraniano-neerlandês de 2014, dirigido por Serguéi Loznitsa. Ele se concentra no movimento Euromaidan de 2013 e 2014 em Maidan Nezalejnosti (Praça da Independência) na capital da Ucrânia, Quieve. Foi filmado durante os protestos e retrata diferentes aspectos da revolução, desde os comícios pacíficos até os confrontos sangrentos entre policiais e civis.
O filme estreou em 21 de maio de 2014 no Festival de cinema de Cannes de 2014. Teve um lançamento nos cinemas nos Estados Unidos da América em 12 de dezembro de 2014.

## Sinopse
O filme explora e acompanha os protestos e a violência na Maidan Nezalejnosti (Praça da Independência) de Quieve, que levaram à derrubada do presidente Víktor Ianukóvitch.

## Lançamentos
Após sua estreia em Cannes, o filme estreou nos cinemas na França em 23 de maio de 2014. O filme foi lançado na Ucrânia em 24 de julho de 2014. Teve um lançamento limitado nos Estados Unidos em 12 de dezembro de 2014 antes de se expandir mundialmente em 20 de fevereiro de 2015, que coincidiu com a data da revolução na Ucrânia. Em abril de 2018, o filme ainda não havia sido exibido na Rússia.

## Recepção
O filme teve uma recepção positiva da crítica. O agregador de críticas Rotten Tomatoes relata, que 100% dos 24 críticos de cinema deram ao filme uma crítica positiva, com uma média de classificação de 7,91 em 10. No Metacritic, que atribui uma classificação média ponderada de 100 resenhas de críticos de cinema, o filme tem uma pontuação média de 86, com base em 9 resenhas, indicando uma resposta de “aclamação universal”.
Leslie Felperin, do The Hollywood Reporter, deu uma crítica positiva ao filme e disse, que “este filme impressionante em escala épica remonta às raízes heróicas e jornalísticas da produção de documentários e ainda parece inefavelmente moderno e formalmente ousado”. Em sua crítica para a Variety Jay Weissberg escreveu, que “em contraste com a maioria dos documentários feitos após um evento histórico, ‘Maidan’ durará além da atual revolta ucraniana para se tornar uma testemunha convincente e uma resposta modelo a um momento seminal muito novo para ser totalmente processado”. Lee Marshal, revisando o filme para a Screen International, disse, que “mesmo em meio aos coquetéis molotov, o documento sincero e memorável de Loznitsa mantém seu fascínio pelos pequenos detalhes, que nos tornam humanos e fazem valer a pena lutar pela democracia”. Michael Atkinson, do The Village Voice, chamou-o de “facilmente o filme mais rigoroso, vital e poderoso de 2014, Maidan de Serguei Loznitsa pode ser uma máquina de cinema Baziniana perfeita — a realidade é capturada, cristalizada, honrada por sua complexidade orgânica e entregue sem envenenamento por exposição ou ênfase”. Andrew Pulver, em uma crítica para o The Guardian, afirmou: “em alguns aspectos é perfeito, em sua recusa ao estilo de Eisenstein em comprometer a ideia da multidão como participante principal. Em outros aspectos, porém, sua severidade o atrapalha”.
Howard Feinstein, da Filmmaker Magazine, escreveu, que “Maidan é lindo, embora rígido. Nunca cruza a linha para estetizar a revolução, o sofrimento e a brutalidade, que a acompanham. Sua astúcia decorre de uma precisão obsessiva. Você registra Maidan assim como faz com as conhecidas pinturas de horror de, digamos, a Guerra Civil Espanhola e a Revolução Francesa: não uma interpretação, mas uma obra de arte, que captura a verdade de um momento histórico”. Daniel Walber, da Nonfics, chamou o filme de “um retrato de um povo, um lugar e um momento, em vez de uma dissertação sobre seu contexto ou implicações. É um cinema cru e inabalável para uma nação problemática em um grande e terrível momento”. Oleg Ivanov, da Slant Magazine, deu ao filme três de quatro estrelas, escrevendo que “coloca o espectador dentro de Maidan, permitindo que tirem suas próprias conclusões sobre as ideias e agendas defendidas pelos líderes e participantes do movimento”.

## Reconhecimento
| Prêmios e nomeações do filme Maidan | Prêmios e nomeações do filme Maidan                                   | Prêmios e nomeações do filme Maidan | Prêmios e nomeações do filme Maidan | Prêmios e nomeações do filme Maidan | Prêmios e nomeações do filme Maidan |
| Ano                                 | Prêmio                                                                | Categoria                           | Candidato                           | Resultado                           |                                     |
| ----------------------------------- | --------------------------------------------------------------------- | ----------------------------------- | ----------------------------------- | ----------------------------------- | ----------------------------------- |
| 2014                                | Festival de Cinema Astra em Sibiu                                     | Grande prêmio                       | Maidan                              | Venceu                              |                                     |
| 2014                                | Festival Internacional de Cinema de Jerusalém                         | Melhor documentário                 | Maidan                              | Indicado                            |                                     |
| 2014                                | Festival de Cinema de Londres                                         | Melhor documentário                 | Maidan                              | Indicado                            |                                     |
| 2015                                | União Internacional de Cinéfilos                                      | Melhor documentário                 | Maidan                              | Indicado                            |                                     |
| 2015                                | Festival Internacional de Cinema sobre Direitos Humanos em Nuremberga | Melhor filme                        | Maidan                              | Venceu                              |                                     |

## Literatura
- Lilya Kaganovsky Review of Maidan // Slavic Review. — 2015. — Vol. 74, iss. 4. — P. 894–895. — DOI:10.5612/slavicreview.74.4.894.